# Мараховський Ярослав Васильович
Яросла́в Васил́ьович Марахо́вський — молодший сержант Збройних Сил України, учасник російсько-української війни, що загинув як герой у ході російського вторгнення в Україну у 2022 році.

## Життєпис
Народився 15 березня 1983 року в м. Маріуполі Донецької області.

## Нагороди
- орден «За мужність» III ступеня (2022, посмертно) — за особисту мужність і самовіддані дії, виявлені у захисті державного суверенітету та територіальної цілісності України, вірність військовій присязі.